# Собор Різдва Богородиці в Козельці (срібна монета)
«Собо́р Різдва́ Богоро́диці в Козельці́» — пам'ятна срібна монета номіналом 10 гривень, випущена Національним банком України, присвячена витонченому п'ятиверхому собору Різдва Богородиці, одній з найкращих споруд українського бароко середини 18 ст., збудованому за проектом В. Растреллі архітекторами А. В. Квасовим та І. Г. Григоровичем-Барським у 1752—1763 роках у місті Козелець (Чернігівська область).
Монету введено в обіг 16 грудня 2002 року. Вона належить до серії «Пам'ятки архітектури України».

## Опис монети та характеристики
| Номінал грн. | Метал            | Маса, г      | Діаметр, мм | Якість виготовлення | Гурт     | Тираж, штук |
| ------------ | ---------------- | ------------ | ----------- | ------------------- | -------- | ----------- |
| 10           | срібло 925 проби | 31,1 / 33,62 | 38,6        | пруф                | рифлений | 3 000       |

### Аверс
На аверсі монети в оточенні поколінного зображення чотирьох архангелів з розпису собору розміщено малий Державний Герб України та написи в чотири рядки: «2002», «УКРАЇНА», «10», «ГРИВЕНЬ», а також позначення металу та його проби — «Ag 925», ваги в чистоті — «31,1», логотип Монетного двору Національного банку України.

### Реверс

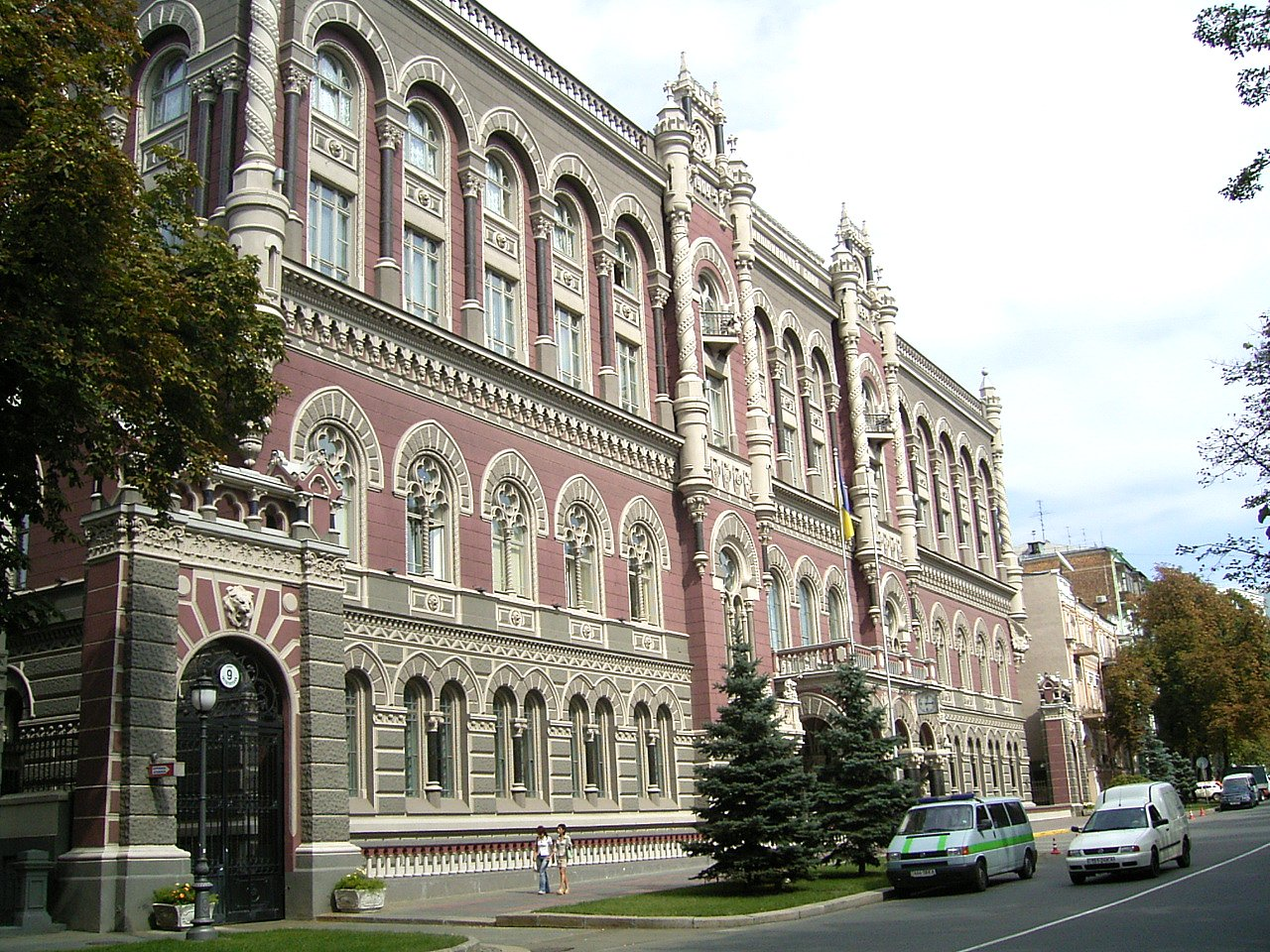
Будівля Національного банку України

На реверсі монети зображено собор та дзвіницю на тлі символічного трикутника з віфлеємською зіркою у верхньому куті, під яким — квітка лілії — символ чистоти, навколо трикутника розміщено кругові написи: «СОБОР РІЗДВА» (ліворуч), «БОГОРОДИЦІ» (праворуч), «КОЗЕЛЕЦЬ» (унизу).

## Автори
- Художник — Дем'яненко Володимир.
- Скульптор — Дем'яненко Володимир.

## Вартість монети
Ціна монети — 575 гривень була вказана на сайті Національного банку України в 2013 році.
Фактична приблизна вартість монети з роками змінювалася так:
| Рік        | 2010  | 2011  | 2012  | 2013  | 2014  | 2015  | 2016  | 2017  | 2018  | 2019  | 2020  | 2021  | 2022  | 2023  | 2024  | 2025  |
| ---------- | ----- | ----- | ----- | ----- | ----- | ----- | ----- | ----- | ----- | ----- | ----- | ----- | ----- | ----- | ----- | ----- |
| Ціна, грн. | 2 200 | 2 200 | 2 200 | 2 200 | 1 750 | 1 600 | 2 550 | 2 600 | 2 600 | 2 300 | 2 350 | 2 900 | 2 900 | 3 700 | 7 000 | 6 800 |